# Takahama
Takahama (japonsky:高浜市 Takahama-ši) je japonské město v prefektuře Aiči na ostrově Honšú. Žije zde přibližně 49 tisíc obyvatel.